# Jamna (dopływ Kłodnicy)
Jamna – potok, lewobrzeżny dopływ Kłodnicy o długości 10 km.
Źródła potoku znajdują się na terenie Mikołowa. Uchodzi do Kłodnicy na wysokości Starej Kuźnicy w Rudzie Śląskiej. Większość biegu potoku znajduje się w szerokim wąwozie. Jamna przepływa przez Planty Mikołowskie. Jej lewostronnym dopływem jest potok Aleksander. Na Jamnie znajdują się dwa mosty pozwalające na połączenie między Katowicami a Mikołowem. Jeden przy ulicy Musioła, a drugi przy ulicy Katowickiej.